# Харито Микола Іванович
Микола Іванович Харито (19 грудня 1886, Ялта — 9 листопада 1918, Тихорецьк) — композитор, поет, автор всесвітньо знаменитого романсу «Отцвели уж давно хризантемы в саду».

## Біографія
Народився 19 грудня 1886 в Ялті в сім'ї гірничого інженера Івана Павловича і Надії Георгіївни Харито, грекині за походженням. Після розлучення батьків всі діти перейшли на прізвище матері. У Миколи Харито рано проявилися музичні здібності: у п'ять років він вже добре грав на фортепіано. Його навчальні успіхи і діяльну участь у гімназійних вечорах і балах щорічно відзначалися похвальними грамотами. Після закінчення Ялтинської гімназії Микола Харито поступив на юридичний факультет Київського університету. У студентські роки з 1910 року розпочав композиторську діяльність; відзначився як організатор численних студентських мистецьких вечорів. Відомий також як активний учасник революційного руху 1905–1907 років (політичні страйки, антиурядові демонстрації). У 1911 році заарештований як член підпільної революційної організації (близької до есерів) і засланий до Архангельської губернії; у зв'язку з різким погіршенням стану здоров'я був амністований, виїхав на лікування за кордон.

Могила Миколи Харито

У 1915 році повернувся до Києва, вступив до Миколаївського піхотного юнкерського училища. Трагічно загинув 9 листопада 1918 року в Тихорецьку (убитий п'яним офіцером під час скандалу на весільному бенкеті). Похований у Києві на Лук'янівському кладовищі (ділянка № 22).

## Творчість
Як композитор відомий насамперед романсами на слова російських поетів XIX — початку XX століття (Ф. Тютчева, О. Апухтіна та інших); особливої популярності зажив його перший романс «Хризантеми» (1910, на слова В. Шумського). Писав також фортепіанні п'єси, супровідну музику для читців-декламаторів і для німих кінофільмів (зокрема кінокомедій за участю М. Ліндера).